# Gardianul

Sigla

Gardianul a fost un ziar cotidian din România, editat de Best Media Press.
Ziarul a fost lansat în anul 2002, cu Gabriel G. Stănescu - director general, și Sorin Ovidiu Bălan - redactor-șef.
În martie 2009, ziarul avea un tiraj de aproximativ 6.000 exemplare.
La data de 15 aprilie 2008 a fost lansat și Gardianul de Transilvania-Banat. 
La începutul lunii ianuarie 2010 a fost anunțată suspendarea ediției tipărite și ulterior a încetat și apariția online .